# Поправка Джексона — Вейніка

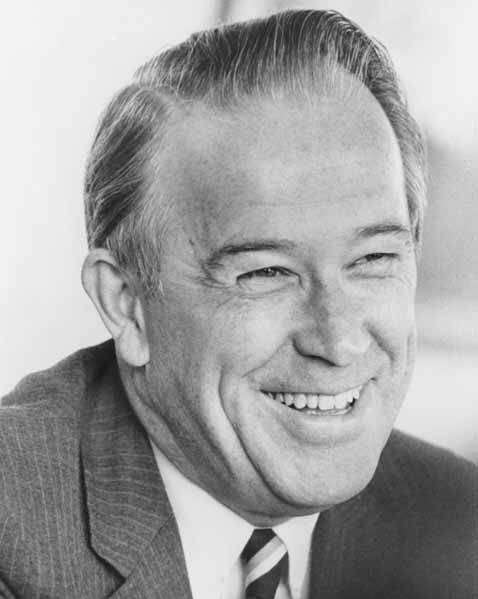
Генрі Джексон

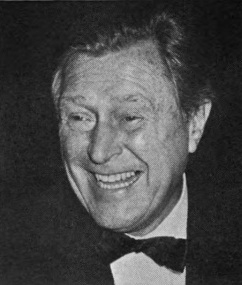

Попра́вка Дже́ксона — Ве́йніка (англ. Jackson–Vanik amendment) — стаття-додаток до Закону про торгівлю США 1974 року, яка обмежувала фінансові та торговельні відносини США із країнами, уряди яких порушують права людини, а саме забороняють або протиправно обмежують вільну еміграцію своїх громадян.
8 березня 2006 року Палата представників США прийняла законопроєкт, що постійно звільняє Україну від торгових обмежень за поправкою.
Щодо Росії поправка діяла до 2012 року. У грудні 2012 року Президент Барак Обама підписав закон Магнітського, який скасував поправку Джексона — Веніка.

## Історія
Поправка була введена в 1974 році в закон про торгівлю США за ініціативою сенатора Генрі Джексона (1912—1983) та члена Палати представників Чарльза Вейніка (1913—2007). Вона призначена для впливу на торговельні відносини США з країнами з неринковою економікою (спочатку країни комуністичного блоку), які обмежують свободу еміграції та інші права людини. Свого часу це була відповідь Конгресу США на введення в Радянському Союзі «податку за диплом» (податку за отримання освіти в СРСР, як умова отримання дозволу на виїзд), що стягувався з радянських громадян насамперед єврейської національності, які намагались емігрувати. Хоча в поправці конкретно не йде мова про євреїв і податки застосовувались для всіх радянських громадян, а не тільки євреїв.
Фактично з розпадом СРСР та утворенням незалежних держав, які не перешкоджають вільній еміграції, поправка втратила свій сенс, але формально існувала по 2012 рік.
З 1989 року уряд США щорічно подовжували мораторій на дію поправки Джексона — Вейніка щодо Росії. Однак правлячий режим російського президента Путіна усіма способами намагався вплинути на Конгрес та президента США, щоб цю поправку щодо Росії було скасовано.

## Зміст
Стаття 2432 пункт (a) розділу 19 глави 12 підрозділу IV частини 1 Зводу законів США
Дії країн з неринковою економікою, що ставлять їх поза рамками нормальних торговельних відносин, кредитних програм, кредитних або інвестиційних гарантій, або комерційних угод.
Щоб затвердити незмінну відданість Сполучених Штатів фундаментальним правам людини, з 3 січня 1975 року, незалежно від інших положень законодавства, товари з будь-якої країни з неринковою економікою не підлягатимуть недискримінаційному режиму (нормальним торговельним відносинам), а така країна не буде брати участь у будь-якій програмі уряду США, що припускає безпосереднє або опосередковане надання кредитів, кредитних гарантій чи інвестиційних гарантій, а президент США не буде укладати будь-які комерційні угоди з будь такою країною протягом періоду, який починається з дати, коли президент визначає, що така країна -
1. відмовляє своїм громадянам у праві на вільну еміграцію;

2. обкладає більш ніж номінальним митом еміграцію, візи або інші документи, необхідні для еміграції, незалежно від причин і цілей цього обкладання; або

3. обкладає більш ніж номінальним податком, збором, штрафом або будь-яким іншим видом платежу будь-якого громадянина внаслідок бажання такого громадянина емігрувати з країни за власним бажанням,

і закінчується датою, коли президент визначає, що така країна більш не порушує вищеназваних пунктів (1), (2) або (3).
Стаття 402 Закону про торгівлі США під назвою «Свобода еміграції в торгівлі Схід-Захід» (яка власне і є поправкою Джексона — Вейніка) забороняє надавати режим найбільшого сприяння країнам, які порушують чи серйозно обмежують права своїх громадян на еміграцію.
Поправка забороняє надавати офіційні кредити та кредитні гарантії країнам, які обмежують еміграцію своїх громадян. Поправка також передбачає, що товари, які імпортуються США з країн із неринковою економікою, підпадають під дію дискримінаційних тарифів і податків у випадку, якщо ці країни позбавляють своїх громадян прав чи можливостей емігрувати, стягують більше номінального податку на еміграцію, візи і документи, необхідні для еміграції.

## Наслідки
Ця поправка була дієвим економічним важелем впливу на тоталітарний режим СРСР. Наслідком введення цієї поправки з боку США було швидке скасування брежнєвським керівництвом Радянського Союзу введених незадовго до цього внутрішніх радянських фіскальних та фінансових перешкод для охочих емігрувати з СРСР.